# サレント半島

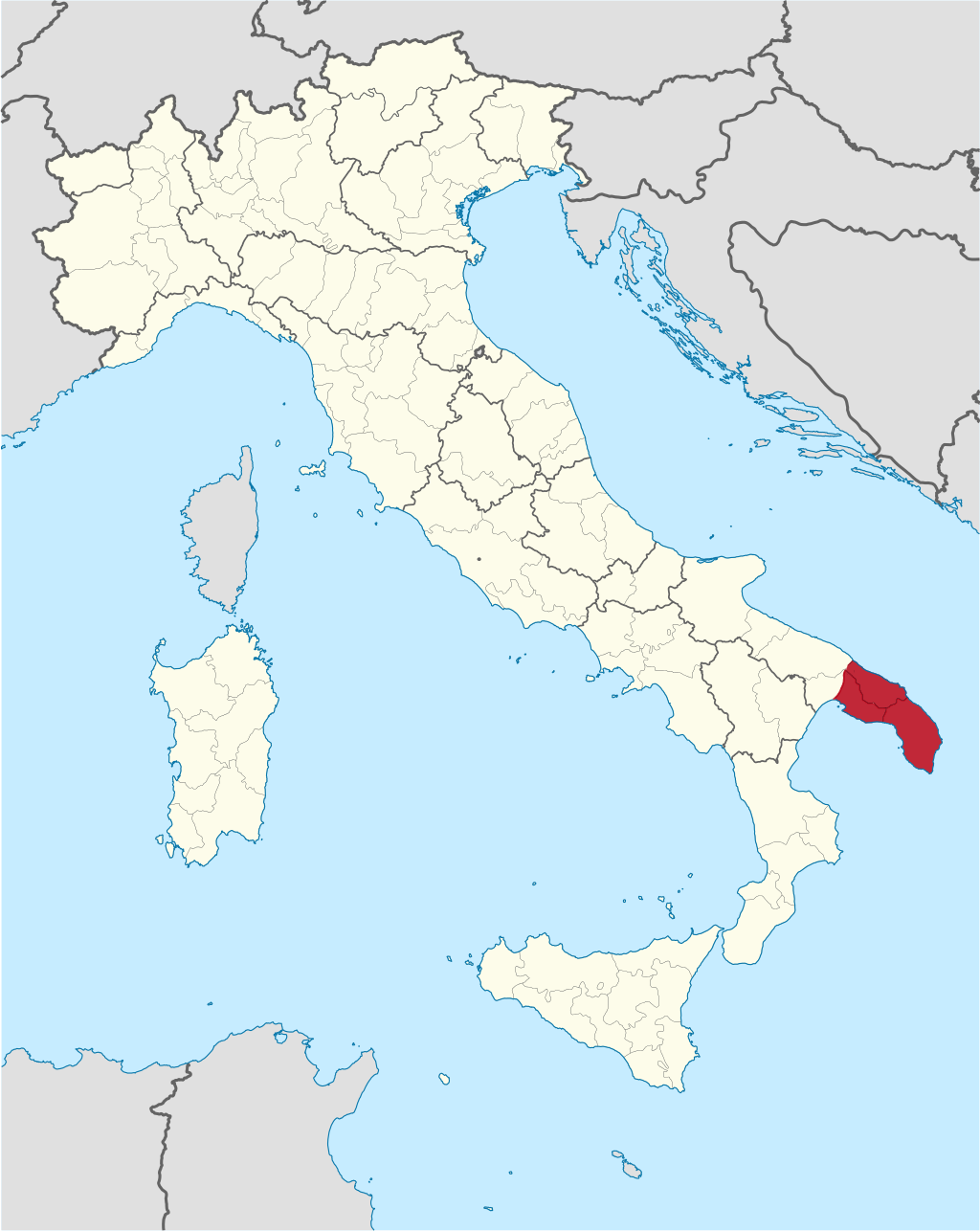
濃色の部分がサレント半島

サレント半島（イタリア語: Penisola Salentina,  グリコ語Σαλέντο）は、イタリア半島南東部に位置する半島。サレンティーナ半島とも呼ばれる。南にイオニア海、北東部にアドリア海、ターラント湾を挟んでカラブリア半島があり、東側にはオトラント海峡を隔ててアルバニアに面している。

## 歴史
古代では、サレント半島を含むイタリア地域は「メサピア（ギリシャ語: Μεσσαπία ）」と呼ばれており、古典時代の現在のサレント半島の大部分にはメサピア人と呼ばれる部族が居住していた。紀元前３世紀にローマ帝国はサレント半島を征服した。

## 地理

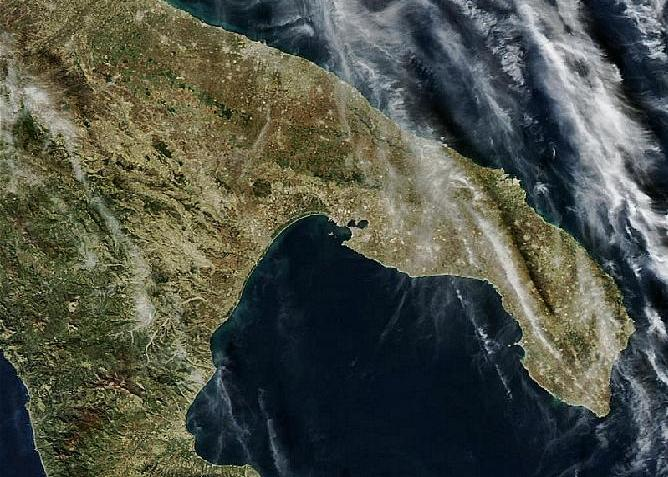
衛星画像

イタリア共和国プーリア州のターラント県、レッチェ県、ブリンディジ県にまたがるサレント地方という地域を形成している。
最東端は、オトラント岬（カーポ・ドトラント、Capo d'Otranto）。最南端は、サンタ・マリーア・レウカ岬 (Capo Santa Maria di Leuca)。